# Consell de Política Fiscal i Financera
El Consell de Política Fiscal i Financera de les Comunitats Autònomes va ser creat el 1980 per la LOFCA (Llei Orgànica de Finançament de les Comunitats Autònomes), en el seu article 3, amb l'objectiu d'adequar la coordinació entre l'activitat financera de les comunitats autònomes i de la Hisenda de l'Estat i centralitzar més el control de les Autonomies.
El Consell de Política Fiscal i Financera està constituït pel ministre d'Hisenda i Administracions Públiques i el conseller d'Hisenda de cadascuna de les 17 comunitats autònomes.
De conformitat amb el que disposa el Reial Decret 256/2012, de 27 de gener, pel qual es desenvolupa l'estructura orgànica bàsica del Ministeri d'Hisenda i Administracions Públiques, correspon a la Secretaria General de Coordinació Autonòmica i Local l'exercici de la Secretaria del Consell de Política Fiscal i Financera de les Comunitats autònomes.
El Consell de Política Fiscal i Financera de les Comunitats Autònomes, com a òrgan de coordinació de l'Estat i les comunitats autònomes en matèria fiscal i financera, entén de les següents matèries:
- la coordinació de la política pressupostària de les comunitats autònomes amb la de l'Estat
- l'emissió dels informes i l'adopció dels acords previstos a la Llei Orgànica complementària de la Llei general d'estabilitat pressupostària
- l'estudi i valoració dels criteris de distribució dels recursos del Fons de Compensació
- l'estudi, l'elaboració, si escau, i la revisió dels mètodes utilitzats per al càlcul dels costos dels serveis transferits a les comunitats autònomes
- l'apreciació de les raons que justifiquin, en cada cas, la percepció per part de les comunitats autònomes de les assignacions pressupostàries, així com els criteris d'equitat seguits per a la seva afectació
- la coordinació de la política d'endeutament
- la coordinació de la política d'inversions públiques
- en general, qualsevol aspecte de l'activitat financera de les comunitats autònomes i de la Hisenda de l'Estat que, donada la seva naturalesa, requereixi una actuació coordinada.

El Consell de Política Fiscal i Financera estableix el seu règim de funcionament, en el Reglament de Règim Interior del Consell de Política Fiscal i Financera aprovat per majoria absoluta dels seus membres.